# 林坤鐘
林坤鐘，中華民國（台灣）政治人物，曾代表中國國民黨在台灣省第一選區（北基宜）當選為第一屆第三、四次增額立法委員。